# Ekaterina Voronina (film)
Pour l’article homonyme, voir Yekaterina Voronina.
Pour plus de détails, voir Fiche technique et Distribution.
Ekaterina Voronina (Екатерина Воронина) est un film soviétique réalisé par Isidore Annenski, sorti en 1957,.

## Fiche technique
- Photographie : Igor Chatrov
- Musique : Lev Chvarts
- Décors : Vladimir Bogomolov
- Montage : Kseniia Blinova